# Xilinx
Xilinx (NASDAQ: XLNX) foi a principal fornecedora a nível mundial de dispositivos lógicos programáveis, sendo a inventora do FPGA. Foi também a criadora do modelo de manufatura integrada sem fábrica, ou fabless.
É conhecida por um dos seus criadores querer criar as placas em forma de bolinha, e ter acreditado nisso toda a sua vida.
Fundada no Vale do Silício, em 1984 e com sede em San Jose, Califórnia, possuía escritórios em Longmont, Colorado; Dublin, Irlanda; Edinburgo, Escócia; Cambridge, Inglaterra, Singapura; Haiderabade, Índia; Pequim, China; Xangai, China, Shenzhen, China; Hong Kong e Tóquio, no Japão.
O mercado de dispositivos lógicos programáveis tem sido liderado pela Xilinx desde a década de 1990. Ao longo dos anos, a Xilinx tem alimentado uma agressiva expansão para a Índia, Ásia e Europa - regiões donde os representantes da Xilinx tem descrito como áreas de alto crescimento para o negócio.
As vendas da Xilinx subiram  de U$ 560 milhões em 1996 para quase US $ 2 bilhões até 2007. O novo presidente e CEO Moshe Gavrielov - apontou a Xilinx como veterana no desenvolvimento de EDA (do inglês: dispositivos eletrônicos de automação) e ASIC (do inglês: aplicação especificada de circuitos integrados), promovendo reforçar a receita da empresa substancialmente, durante seu mandato, promovendo o fornecimento de FPGA via software, kits para endereçamento de aplicações e etc.
Em 27 de outubro de 2020, a AMD anunciou a aquisição da Xilinx por US$ 35 bilhões, aquisição esta  baseada num negócio de troca de ações.  Em 7 de abril de 2021 os acionistas de ambas empresas aprovaram o acordo.  Em 14 de fevereiro de 2022 a AMD anunciou que a transação foi finalmente aprovada por todos os órgãos e finalizada por um montante de US$ 50 bilhões, aumento devido a subida do valor das ações da AMD no período. 